# Литтре, Алексис
Алексис Литтре (фр. Alexis Littre ; 17 июля 1658 — 3 февраля 1726, Париж) — французский учёный, врач и анатом, педагог. Доктор медицины. Член Парижской академии наук (с 1699).

## Биография
Родился в Кордесе (ныне Корд-Толозанн, Тарн и Гаронна, Франция).
Изучал медицину в университете Монпелье, затем Парижа, где позже около 15 лет читал лекции по анатомии в качестве приват-доцента.
В 1691 году стал доктором медицины. В 1699 году был избран членом Парижской академии наук.

## Научная деятельность
А. Литтре много занимался анатомическими исследованиями (например, в течение 1684 года произвёл в больнице Сальпетриер более 200 секций).
Автор многочисленных медицинских публикаций. В хирургии А. Литтре известен в связи с описанной им и названной его именем грыжей кишечного дивертикула. Это состояние теперь называют «грыжей Литтре» .
Он также описал слизистые уретральные железы мужской уретры, известные ныне как «железы Литтре», а их воспаление иногда называют «литтреит». В работе А. Литтре о гонорее (1711) приведено описание желез, названных его именем.
В написанном им трактате Diverses observations anatomiques (1710) А. Литтре первым предложил возможность выполнения поясничной колостомии при хирургическом вмешательстве при заболеваниях толстой и прямой кишки.
Его работы с 1700 года публиковались в «Memoires de l’Academie royale des sciences».
В числе его учеников были Жан-Луи Пети и Якоб Винслов.